# Astute-klassen
Astute-klassen er en britisk klasse af undervandsbåde brugt af Royal Navy.
Klassen blev oprindeligt bestilt i 1997 for at afløse Swiftsure-klassen, men programmet har været forsinket og blev omstruktureret i 2003. Astute-klassen består, når færdigbygget, af syv undervandsbåde.

## Baggrund
Royal Navy ændrede efter den kolde krigs ophør sine ubådsdoktriner fra at fokusere på antiubådskrigsførelse til at være et støtteelement for operationer på landjorden og andre flådestyrker.
I 1991 blev der startet en undersøgelse til at definere "Trafalgar-klassen Batch 2" (hvad der senere ville blive til Astute-klassen).
Den 17. marts 1997, annoncerede det britiske forsvarsministerium at man ville bestille tre ubåde for 2 milliarder £ og at de ville blive benævnt Astute-klassen. Den 26. marts 1997 blev kontrakten for de første tre både underskrevet med GEC-Marconi Limited: Astute, Ambush og Artful. Disse navne blev sidst brugt ved ubådene af Amphion-klassen som indgik i flåden i slutningen af 2. verdenskrig. GEC ville bygge ubådene ved Vickers Shipbuilding and Engineering Ltd (nu BAE Systems Submarine Solutions).
De oprindelige planer forudsatte at man bestilte syv både til at erstatte fem Swiftsure-klasse ubåde (Sovereign, Superb, Sceptre, Spartan og Splendid) samt de to ældste skibe af Trafalgar-klassen (Trafalgar og Turbulent). Swiftsure-klassen indgik mellem 1973-1977 og var helt udfaset i 2010 hvor Astute efter planen skulle være klar til at hejse kommando. Trafalgar blev udfaset i december 2009 og Turbulent skal udgå i 2011.
Det anslås at projektet har skaffet arbejdspladser til omkring 5.900 personer: 3.500 ved BAE Systems værftet og yderligere 2.400 andre omkring i Storbritannien hos underleverandører.

## Design
Astute-klassen er drevet af en Rolls-Royce PWR2 (Core H) kernereaktor og er udstyret med et pumpjet-fremdrivningssystem. PWR2-reaktoren blev udviklet til de ballistisk missilubåde af Vanguard-klassen. Som et resultat heraf er Astute-klassen 30 procent større end tidligere britiske angrebsubåde, der er drevet af en mindre reaktor. Det er også den første ubåd i Royal Navy hvor alle besætningsmedlemmer har hver deres køje – derfor er ubådene også de første britiske ubåde der ikke benytter sig af hot bunking, hvor to sømænd på hver sit vagthold delte den samme køje.
Som alle andre ubåde i Royal Navy er tårnet forstærket til at kunne holde til at bryde igennem is. Den kan affyre Tomahawk-krydsermissiler fra dens torpedorør. Flere end 39.000 lyddæmpende plader dækker ubåden og skal gøre ubåden svær at detektere med aktiv sonar. Ubåden er udstyret med det avancerede Thomson Mercone 2076-sonarsystem, som er et integreret passivt/aktivt system, med en aktiv sonar i stævnen og passive sensorer hele vejen rundt om skibet samt et TASS.
Astutes kampinformationssystem er en videreudvikling af det system man brugte på de ældre ubåde. Systemet modtager data fra skibets sensorer og viser resultatet på systemets display real-time. Ubåden er desuden udstyret med et DESO 25 ekkolod, to CM010 "optroniske master", som er udstyret med termiske, infrarøde og farve-kameraer frem for det traditionelle periskop.
Astute-klassen kan udrustes med et "dry deck shelter" som tillader at man medbringer specialstyrker (eksempelvis SAS eller SBS) og kan aflevere og modtage soldaterne under vandet.

## Konstruktion og forsinkelser
BAE Systems udsendte den 11. december 2002 en pressemeddelelse om at man havde problemer med massive budgetoverskridelser og forsinkelser med både Astute-klassen og det nye og nu droppede Nimrod MRA4 maritime patruljefly. Forsinkelsen skyldtes primært problemerne ved brugen af programmet 3D CAD. Forsvarsminister Adam Ingram sagde i 2006 at "grundet programmets kompleksitet var de fordele som man havde forventet sværere at opnå end både ministeriet og BAE havde forudset." Et andet problem viste sig at være GEC-Marconis evner til at styre en så massiv og kompleks produktion. BAE og det britiske forsvarsministerium kom frem til en aftale i februar 2003 som betød at de ville henholdsvis investere 250 og 430 millioner pund for at rette op på det skrantende projekt.
En stor del af disse ekstra midler gik til at ansætte konsulenter fra General Dynamics Electric Boat. Forsvarsministeriet underskrev desuden en kontrakt med firmaet igennem US Navy vedrørende forbedrede design og produktionstegninger. Kontrakten løb fra 2004 til 2007.
Arbejdet på den anden og tredje ubåd, Ambush og Artful, fortsatte ufortrødent og rundede vigtige milepæle såsom færdiggørelsen af reaktorerne uden de store forsinkelser som den første ubåd var udsat for. BAE Systems og forsvarsministeriet arbejdede hårdt for at reducere omkostninger og det lykkedes at gennemføre adskillige effektiviseringer og besparelser. Man blev dog i 2007 enige om at lade prisen på programmet stige med 580 millioner pund på grund af det ændrede design, inflation og nogle designforudsætninger som ikke kunne gennemføres rent praktisk.
I marts 2008 var projektets budgetoverskridelser på 48% (eller £1.2 milliarder) og 47 måneder forsinket. Yderligere forsinkelser på grund af tekniske problemer førte til at man i november 2009 var 57 måneder forsinket og 53% (eller 1.35 milliarder £) over budgettet med en udsigt til en en pris på 3.9 milliarder £ for de første tre ubåde i klassen.

## Skibe i klassen
| Pennant | Navn      | Kølen lagt       | Søsat          | Indgået         | Navngivet                        | Skæbne     | Kaldesignal |
| ------- | --------- | ---------------- | -------------- | --------------- | -------------------------------- | ---------- | ----------- |
| S119    | Astute    | 31. januar 2001  | 8. juni 2007   | 27. august 2010 | Camilla, hertuginden af Cornwall | I tjeneste | GZAX        |
| S120    | Ambush    | 22. oktober 2003 | 6. januar 2011 | 1. marts 2013   | Lady Ann Soar                    | I tjeneste | -           |
| S121    | Artful    | 11. marts 2005   | –              | –               | –                                | –          | -           |
| S122    | Audacious | 24. marts 2009   | –              | –               | –                                | –          | –           |
| S123    | Agamemnon | 13. oktober 2011 | –              | –               | –                                | –          | -           |
| S124    | Anson     | –                | –              | –               | –                                | –          | -           |
| S125    | Agincourt | –                | –              | –               | –                                | –          | -           |

I august 2006 kom det frem at BAE Systems forhandlede om en kontrakt til at bygge yderligere fire enheder i klassen (ubåd 4 til 7).
HMS Astute påbegyndte sine søprøver i november 2009.
Den britiske regering gav den 25. marts 2010 BAE Systems tilladelse til at begynde arbejdet på ubåd nummer fem og seks og underskrev en kontrakt på 300 millioner pund som en delbetaling af de to ubåde. I den samme uge bekræftede regeringen deres ønske om en syvende båd i klassen.